# Südgallische Terra Sigillata

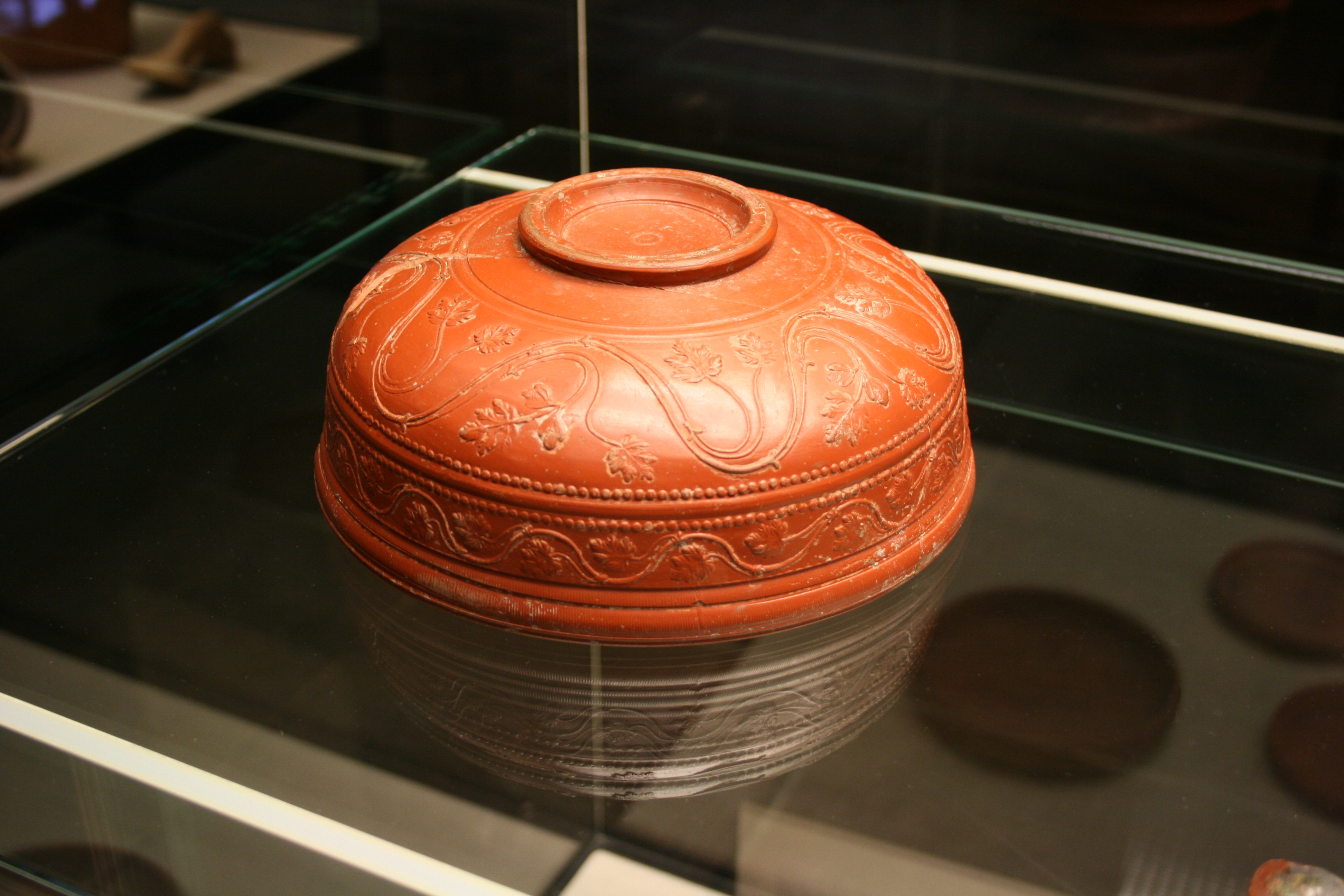
Südgallische Terra Sigillata-Bilderschüssel Drag. 29 in der Römerhalle Bad Kreuznach.

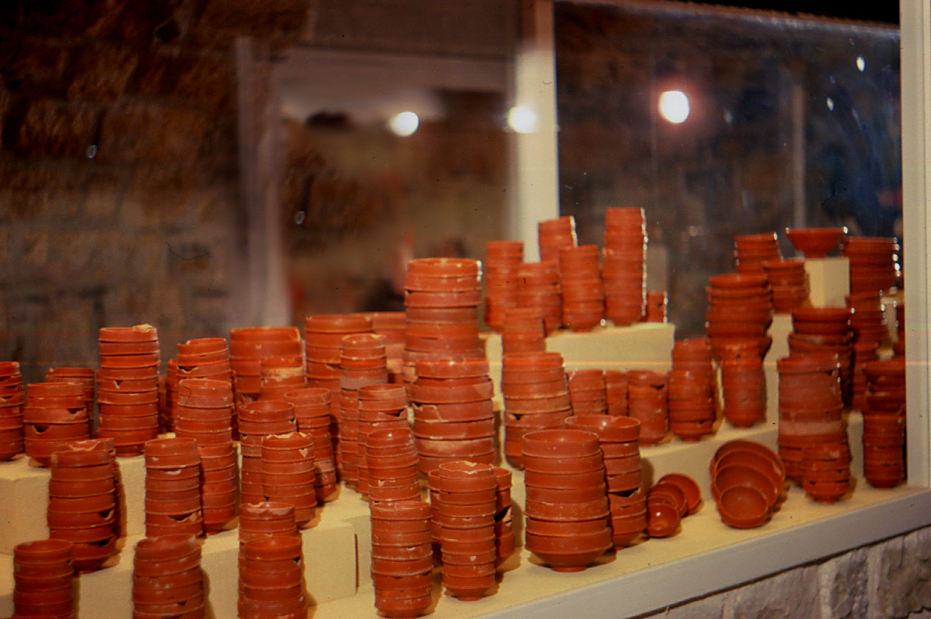
Fehlbrände aus La Graufesenque, größtenteils aneinander haftend, Form Graufesenque E im Museum von Millau.

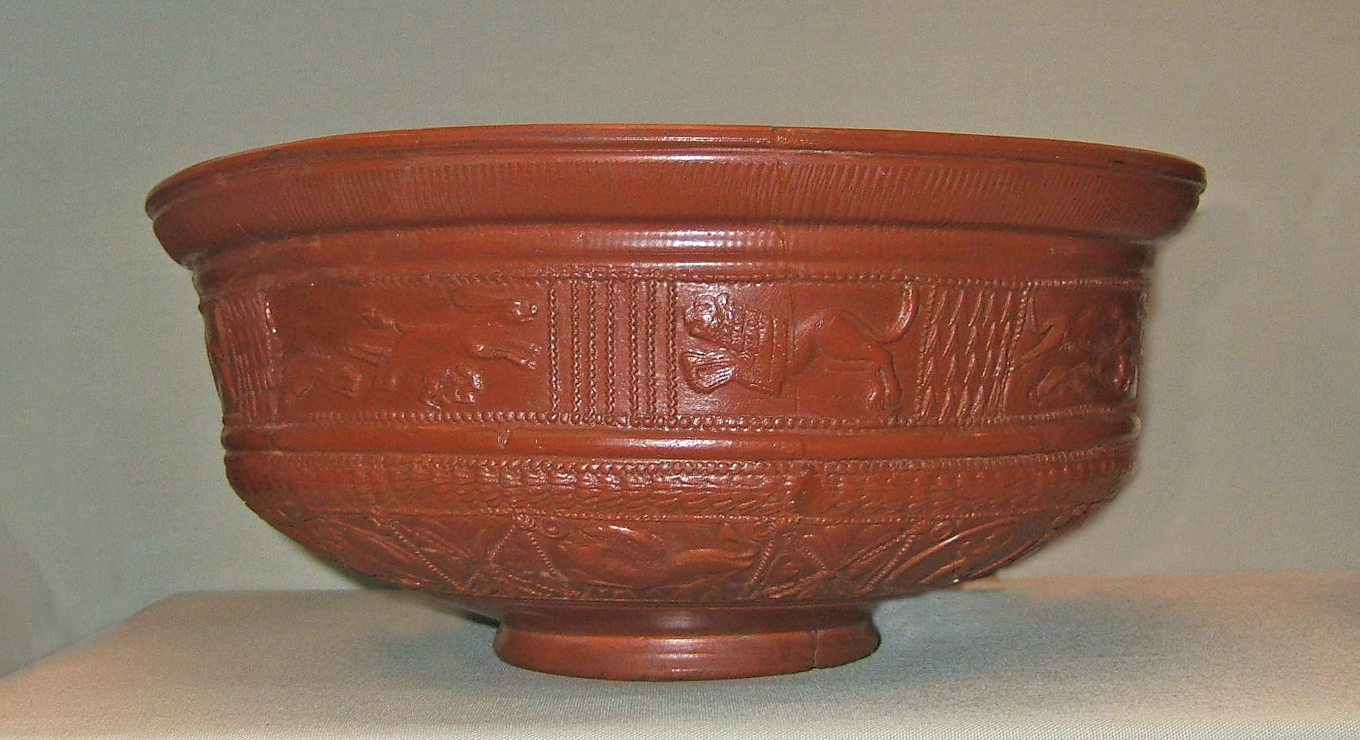
Südgallische Schüssel Drag. 29, spätes 1. Jahrhundert n. Chr., Fundort London.

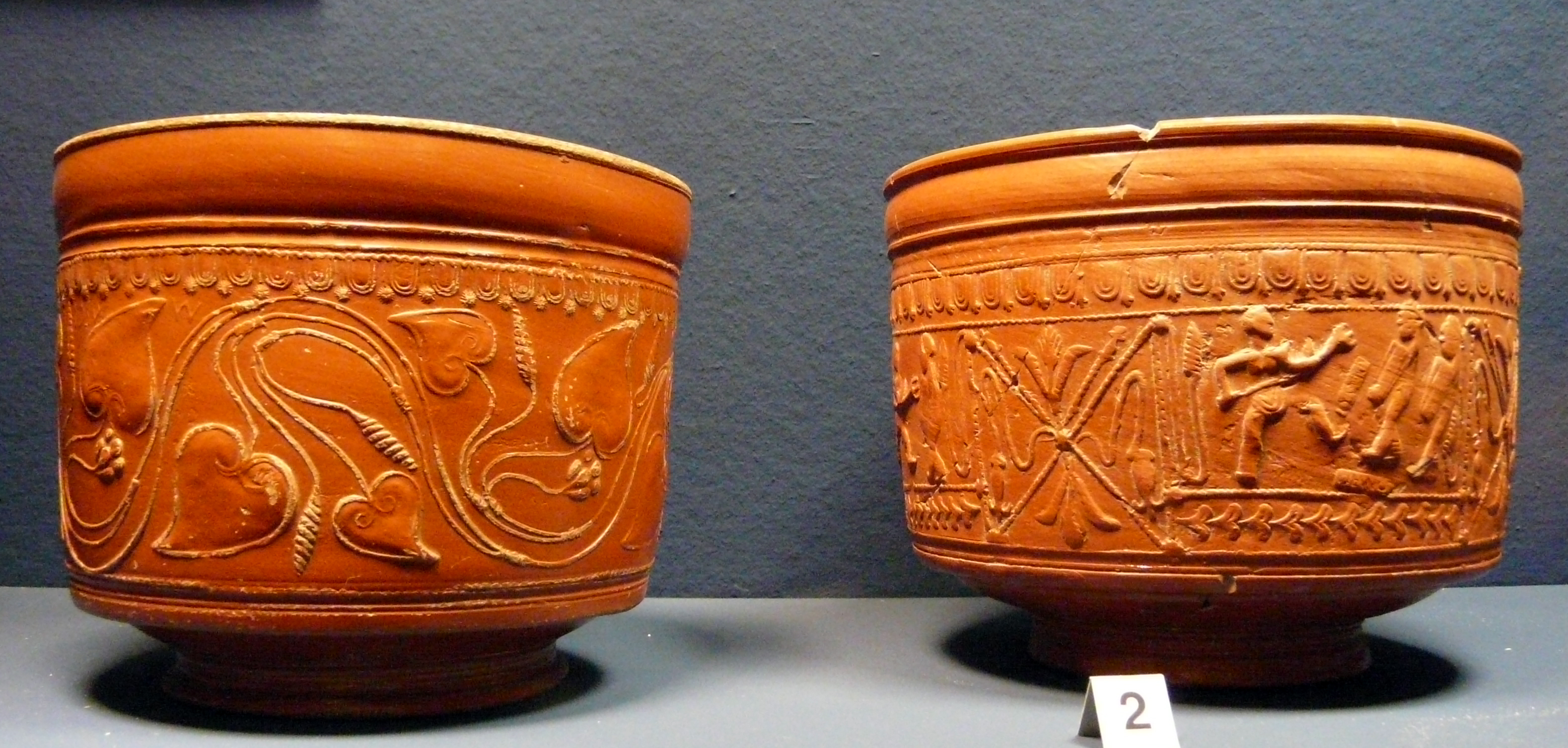
Die Form Drag. 30 mit senkrechter Wandung stellte zusammen mit den Schüsseln der Form Drag. 29 die beliebteste Gefäßform der südgallischen TS dar.

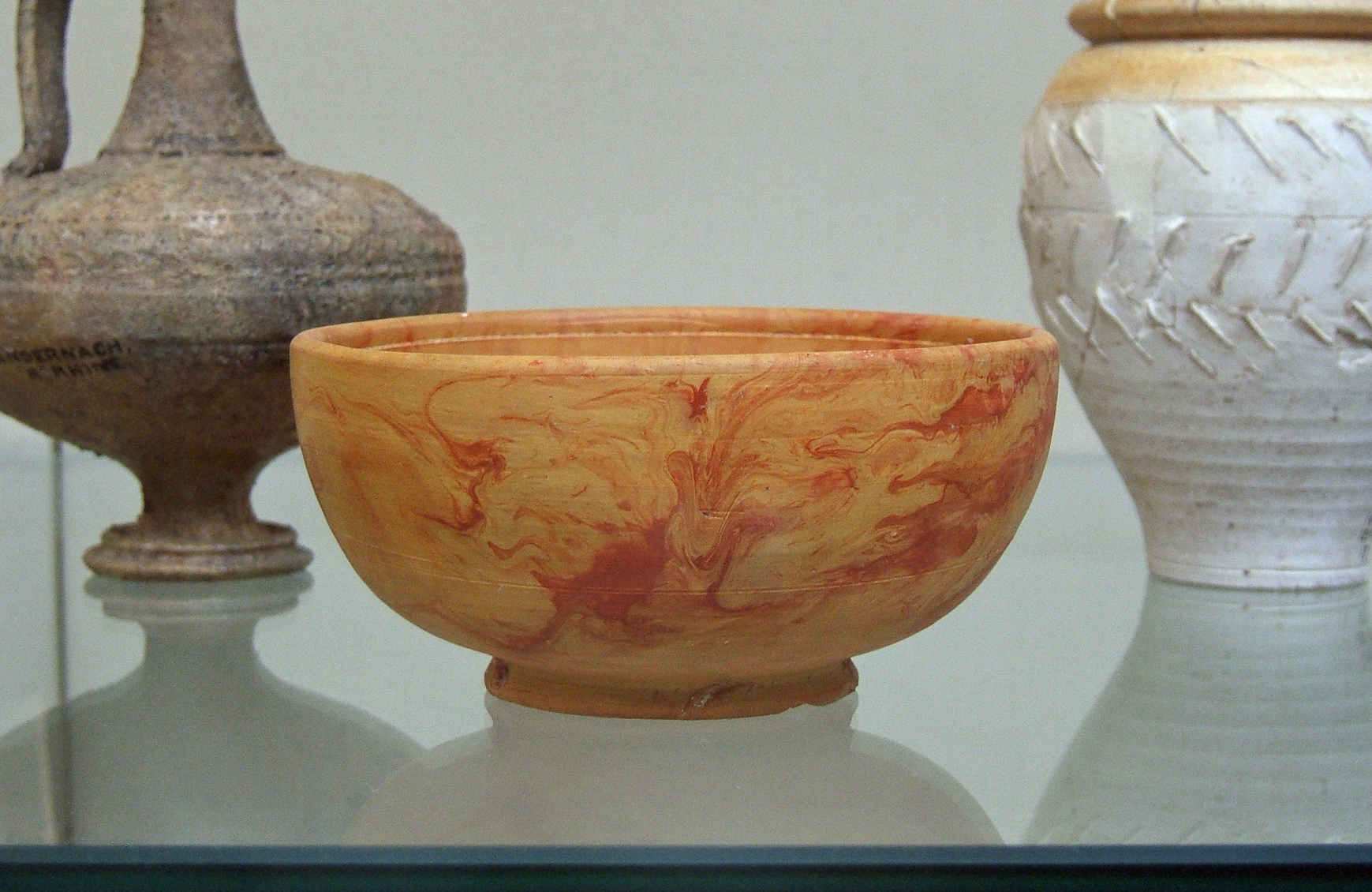
Napf der selteneren marmorierten Gefäße, Form Hofheim 8.

Als südgallische Terra Sigillata wird in der Archäologie eine römische Keramikwarenart bezeichnet, die ab Ende des 1. Jahrhunderts v. Chr. im südlichen Gallien im Gebiet der Rutener produziert wurde. Terra Sigillata (TS) wurde als Tafelgeschirr in der 2. Hälfte des 1. Jahrhunderts v. Chr. in Oberitalien entwickelt und vor allem im Hauptproduktionsort Arezzo hergestellt. Um 15 v. Chr. entstanden erste Filialbetriebe arretinischer Töpferwerkstätten nördlich der Alpen im gallischen Lugdunum, dem heutigen Lyon. Eine TS-Produktion im großen Stil setzte im südgallischen Raum in den 20er Jahren des 1. Jahrhunderts n. Chr. ein. Später verlagerte sich die TS-Herstellung immer weiter nach Osten, näher an die Handelswege von Rhein und Donau.

## Historische Entwicklung
Das Hauptproduktionszentrum südgallischer TS war im 1. Jahrhundert das Tal von La Graufesenque, etwa zwei Kilometer südöstlich von Millau (Condatomagus) im französischen Département Aveyron. Die hier hergestellte Ware war vor allem für den gallischen Markt bestimmt, fand aber auch den Weg nach Mainz, Neuss oder bis zum Auerberg. Noch vor der Mitte des ersten Jahrhunderts etablierten sich die Töpferateliers von La Graufesenque. Stand die TS-Herstellung anfangs noch weitgehend in arretinischer Tradition bzw. kopierte diese, so entstanden schon bald neue Gefäßformen, welche auf gallische Vorbilder zurückgriffen. In der zweiten Hälfte des ersten Jahrhunderts erreichte La Graufesenque ihren Höhepunkt, vor allem für Ware aus Massenproduktion. TS von La Graufesenque wurde in der gesamten römischen Welt, bis nach Kleinasien, verhandelt. Bekannt geworden sind zwei Kisten mit TS-Schüsseln vom Typ Dragendorff (Drag.) 29 und Drag. 37 aus Pompeji.
In trajanischer Zeit verschwindet die TS von La Graufesenque in den Provinzen vom Markt. Die Töpferbetriebe von La Graufesenque haben fortan nur noch lokale Bedeutung.
Im späten ersten Jahrhundert gewinnt der ebenfalls südgallische Töpferort Banassac an Bedeutung. Standen die TS-Ateliers von Montans und von La Graufesenque noch zumindest teilweise in arretinischer Tradition, so fehlt der oberitalische Einfluss in Banassac völlig. In hadrianischer Zeit war auch das Ende der TS-Produktion von Banassac und damit das Ende der Bedeutung der südgallischen TS gekommen.

## Formenspektrum
Zu den ältesten Gefäßtypen im Inventar südgallischer Terra Sigillata gehört die Form Drag. 11, einem Kelch, welcher dem Profil nach noch ganz in arretinischer Tradition steht.
Die häufigste Form ist die Schüssel Drag. 29. Diese wird ab neronischer Zeit sukzessive durch die Form Drag. 37 ersetzt. Eine Rolle spielen noch die Formen Drag. 30 und Knorr 78.
Siehe auch: Liste wichtiger Terra-Sigillata-Gefäßformen

## Unterscheidung arretinischer und südgallischer TS
Zu Anfang wurde auch in Südgallien Terra Sigillata in arretinischer Tradition hergestellt. Zumindest wurde diese in hervorragender Qualität kopiert. Trotzdem lassen sich deutliche Unterschiede erkennen.
Südgallische TS zeichnet sich in der Regel durch einen auffälligen, hochglänzenden, intensivroten Scherben aus. Im Bruch sind makroskopisch kleine, weißliche Magerungsbestandteile (Kalk) charakteristisch.
Auch in Form und Verzierung ergeben sich Unterschiede. Arretinische Töpfer gestalteten die Randformen ihrer Gefäße meist einheitlich. In südgallischen Ateliers scheint Einheitlichkeit kein großes Gewicht gehabt zu haben. Bei der arretinischen Reliefsigillata dominieren szenische Darstellungen (z. B. Jagdszenen). Reliefverzierte südgallische TS hingegen weist entweder eine zweireihige Ornamentzone auf oder eine große Bilderzone bei der Rankenmuster beliebt waren. In den Ateliers von Banassac dominieren Ornamente in Form von Pfeilspitzen.

## Datierungsproblematik
In der Literatur finden sich Versuche, eine periodisierende Gliederung der südgallischen TS vorzunehmen (z. B. Hermet 1934). Als Kriterium für diese Art von Datierungsansatz dienen Profilentwicklung und Machart der Verzierungen. Solche Einteilungen haben sich als unpraktikabel erwiesen, da sie starr und vor allem sehr subjektiv waren. Heute wird eine chronologische Zuordnung mit Hilfe der Stempel bevorzugt.

## Organisation der Töpferbetriebe
Namentlich bekannt sind fast 300 Töpfer aus La Graufesenque. Einen Einblick in die Organisation der Töpferbetriebe geben die Töpferrechnungen von La Graufesenque. Dabei handelt es sich um bislang ca. 40 TS-Scherben, auf denen eine Kombination aus Wörtern und Zahlen eingeritzt sind. Die Entzifferung der Graffiti bereitet noch Schwierigkeiten. Bei den Wörtern handelt es sich wohl um eine Kombination aus Vulgärlatein und keltischen Ausdrücken. Die Töpferrechnungen bestehen in der Regel aus einem Kopfteil, einem Mittelteil und einem Schlussteil. Die Kopfzeile enthält dabei das Wort τυθος, vermutlich dem keltischen Wort für Brennofen, und einer Zahl zwischen 1 und 9. Der Mittelteil besteht aus vier Kolonnen mit Töpfernamen, Gefäßbezeichnung, Größe und Stückzahl. Im Schlussteil wird die addierte Summe der Stückzahlen genannt, meist eine Zahl um 30.000.
Über die Bedeutung dieser Töpferrechnungen herrscht noch Unklarheit. Ein Brennofen muss von verschiedenen Töpfern oder Töpferateliers beschickt worden sein. Um nach dem Brand die Gefäße wieder zuordnen zu können, notierte der Brennmeister die einzelnen Lieferungen.